# 배현정
배현정(1988년 1월 18일 ~ )은 대한민국의 2010년 미스코리아 경남 진(眞)이다.

## 프로필
- 출생: 1988년 1월 18일
- 신체: 173cm, 54kg, 34-25-35
- 학력: 대경대학교 모델학과
- 수상: 2010년 미스코리아 경남 진(眞)
- 취미: 요가
- 특기: 특공무술, 요가